# Culex sitiens
Culex sitiens är en tvåvingeart som beskrevs av Christian Rudolph Wilhelm Wiedemann 1828. Culex sitiens ingår i släktet Culex och familjen stickmyggor. Inga underarter finns listade i Catalogue of Life.